# Nomada rubrica
Nomada rubrica är en biart som beskrevs av Léon Abel Provancher 1896. Nomada rubrica ingår i släktet gökbin, och familjen långtungebin. Inga underarter finns listade i Catalogue of Life.